# Jochen Wucherer
Jochen Wucherer (* 27. Oktober 1940; † 18. Juli 2025 in Mainz) war ein deutscher Basketballspieler. Er wurde 1967 deutscher Meister mit dem MTV Gießen. Er ist der Vater von Nicolas Wucherer und Denis Wucherer.

## Spielerlaufbahn
Mit 15 Jahren begann Wucherer in seiner Heimatstadt Mainz mit dem Basketball, der 1,90 Meter große Innenspieler lief für den Mainzer Turnverein von 1817 auf. 1965 wechselte er nach Gießen, wo er sich dem örtlichen MTV anschloss und an der Universität ein Lehramtsstudium in den Fächern Französisch und Sport bestritt. 1967 gewann er mit den Mittelhessen unter der Leitung von Trainer Laszlo Lakfalvi die deutsche Meisterschaft. Wucherer wechselte dann nach Mainz zurück, wo er ebenfalls in der höchsten deutschen Spielklasse zu Werke ging. Nach dem Ende der Spielerlaufbahn wirkte er als Trainer und führte die Damenmannschaft des TV Oppenheim bis in die Bundesliga.
Durch seinen Lehrerberuf ging er 1994 in den Senegal, wo er Deutsch unterrichtete sowie Pädagogen ausbildete. Wucherer starb im Juli 2025 im Alter von 84 Jahren.